# L'Uomo Tigre
L'Uomo Tigre (タイガー・マスク?, Taigā Masuku, Tiger Mask) è un manga scritto da Ikki Kajiwara e illustrato da Naoki Tsuji. Venne pubblicato in Giappone dal 1968 al 1971 dalla casa editrice Kōdansha.
Dal manga sono state poi tratte tre serie televisive anime, prodotte da Toei Animation: L'Uomo Tigre del 1969, Uomo Tigre II del 1981 e Tiger Mask W del 2016.
Entrambe le versioni dell'opera, manga e anime, hanno riscosso un grande successo. Nel 2013 è uscito Tiger Mask, un film live action basato sulla serie. La popolarità del personaggio in Giappone fu tale da spingere diverse federazioni di wrestling a creare delle gimmick di Tiger Mask ispirate al personaggio del fumetto. Nel corso degli anni si sono verificate in Giappone donazioni e regali anonimi destinati a orfanotrofi, firmati con il nome di Naoto Date.

## Trama
Naoto Date è un orfano cresciuto dopo la fine della seconda guerra mondiale. Un giorno, facendo visita a uno zoo insieme ai compagni di orfanotrofio, alla vista della gabbia con i grandi felini capisce di voler diventare forte come una tigre per combattere le ingiustizie nei confronti degli orfani come lui. Egli quindi fugge, lasciando i compagni attoniti, e incontra un emissario della Tana delle Tigri, un'associazione malavitosa che addestra futuri lottatori di wrestling, provenienti da ogni parte del mondo. Si reca così sulle Alpi, dove ha sede la Tana delle Tigri, e lì trascorre i successivi dieci anni, sottoponendosi ad allenamenti durissimi.
Divenuto adulto, comincia a combattere crudelmente, come gli è stato insegnato. Dopo essersi fatto una fama di lottatore malvagio negli Stati Uniti, dove viene soprannominato "Diavolo Giallo" ("Yellow Devil"), torna in Giappone e anche qui dimostra la sua ferocia e crudeltà. Naoto Date/Uomo Tigre, tornato a visitare quello che era stato il suo orfanotrofio, decide di aiutare tutti gli orfani con il denaro vinto dopo gli incontri: dopo aver saldato il debito contratto dall'orfanotrofio con uno strozzino prende a combattere onestamente, anche per non influenzare negativamente i suoi giovani ammiratori.
Esiste tuttavia una legge della Tana delle Tigri per cui ogni lottatore ha l'obbligo, per tutta la sua vita professionale, di inviare la metà dei suoi compensi all'associazione: chi disobbedisce è considerato traditore e subisce punizioni terribili come menomazioni fatali o la morte. Avendo infranto l'obbligo verso Tana delle Tigri, inizia così un'interminabile serie di sfide mortali all'ultimo sangue contro i sicari mandati dall'associazione, i quali cercheranno in tutti i modi di punire il suo tradimento, avendo difatti ricevuto l'ordine di ucciderlo sul ring.
L'Uomo Tigre lotterà con tutte le sue forze per liberarsi dalle spire di quest'organizzazione criminale. Nel frattempo, grazie alla sua condotta onesta sul ring, parteciperà anche ai Campionati Mondiali di wrestling ed ingaggerà dei combattimenti con altri lottatori che vogliono misurarsi con lui, i quali spesso adottano tecniche scorrette.
Nell'incontro finale con il capo di Tana delle Tigri, sceso in campo direttamente visti i fallimenti dei suoi emissari, questi gli toglie la maschera e così, in un impeto di rabbia, Naoto Date lo uccide massacrandolo di botte, ponendo così fine anche all'associazione. Egli andrà comunque via dal Giappone per rifarsi una nuova vita.

Francobollo dedicato a L'Uomo Tigre

## Media

### Manga
Il fumetto è stato pubblicato in Italia dal 2001 al 2007 per opera della SaldaPress. Il 15º e ultimo volume è uscito a giugno 2007. Nell'edizione 2012 del Lucca Comics & Games l'editore Panini Comics ne annunciò una ripubblicazione per il gennaio 2013.

### Anime
Dal manga sono state tratte tre serie televisive anime, prodotte da Toei Animation: la prima di 105 episodi, trasmessi in Giappone tra il 2 ottobre 1969 e il 30 settembre 1971, giunti anche in Italia dove la serie è stata doppiata e mandata in onda da varie emittenti locali a partire dal 1982, mentre la seconda, Uomo Tigre II, realizzato nel 1981, di 33 episodi, creato dagli autori della prima serie coadiuvati da Junichi Miyata. In questa seconda serie viene confermata la morte di Naoto Date così come raccontato nel manga, mentre il primo anime finiva con la sua fuga. Il terzo anime Tiger Mask W, realizzato nel 2016, di 38 episodi, lascia il dubbio che sia ancora vivo.

#### Personale di produzione prima serie
- Autori: Ikki Kajiwara, Naoki Tsuji
- Progetto: Yu Saito, Masaharu Eto
- Musiche: Shunsuke Kikuchi
- Liriche: Norio Kitani
- Character design: Keiichirō Kimura
- Sceneggiature: Masaki Tsuji, Toyohiro Ando, Michio Suzuki, Kaya Miyoshi, Satoru Yagi, Natsuyo Shibata, Hisashi Ichikawa, Masashi Kondo
- Direzione artistica: Mataji Urata, Hidenobu Shin, Hitoshi Numai, Tomoo Fukumoto, Isamu Tsuchida, Shigeyoshi Endo
- Direzione dell'animazione: Keiichirō Kimura, Koichi Murata, Toshio Mori, Makoto Kokuho, Kazuo Komatsubara, Shoetsu Hane, Kubo Tsuguyuki, Banshu Fujiwara, Hiroshi Agatsoma, Shiro Murata, Hiroshi Iino, Takeshi Shirato, Takuo Noda, Takeo Takakura, Tsutomu Nagajo
- Regia: Takeshi Tamiya, Shirane Tokushige, Kimio Yabuki, Bonjion Nagaki, Tokiji Kaburaki, Tomoharu Katsumata, Ryozo Tanaka, Hiroshi Shidara, Yoshitaka Nitta, Minoru Okazaki, Yoshikazu Nishitani, Yasuo Oibe, Yoshio Kuroda
- Supervisore: Takeshi Tamiya
- Consulenza musicale: Seiji Miyashita
- Animazioni: Toshio Mori, Shiro Murata, Junji Yamaguchi, Hitoshi Inoue, Norio Hirayama, Tadashi Nakamura e altri
- Produzione: Toei Animation
- Cooperazione: Japan Pro-Wrestling Association

#### Edizione italiana
Negli anni ottanta la serie animata arrivò in Italia grazie alla C.R.C con il nome di L'Uomo Tigre, il campione.
In un primo tempo venne distribuita dalla Italian TV Broadcasting, ma in seguito il distributore esclusivo per l'Italia divenne la Doro TV Merchandising. Fu trasmessa inizialmente sulla neo-nata Rete 4 e in seguito solo su reti locali fino al 2005, mentre dal 2010 è andata in onda sulla rete satellitare Man-ga. Dal 1997, la serie è stata raccolta in 25 VHS da Hobby & Work, contenenti due episodi ciascuna. Nel gennaio 2008 è iniziata la pubblicazione dell'anime in DVD da parte di De Agostini in collaborazione con Yamato Video. Era già stata pubblicata anni prima dalla Mondo Home Entertainment, ma era difficilmente reperibile a causa delle pochissime copie distribuite.

#### Sigle
- Sigla di apertura originale: Ike! Tiger Mask (行け!タイガーマスク?, Ike! Taigā Masuku) di Hiroshi Nitta, testo di Nashio Kitani, composizione e arrangiamento di Junsuke Kikuchi.
- Sigla di chiusura originale: Minashigo no ballad (みなし児のバラード?, Minashigo no barādo) di Hiroshi Nitta, testo di Nashio Kitani, composizione e arrangiamento di Junsuke Kikuchi.
- Sigla di apertura e chiusura italiana: L'Uomo Tigre de I Cavalieri del Re, scritta da Riccardo Zara e pubblicata nel singolo Angie/L'uomo tigre.

### Altri media
Il 9 novembre 2013 è uscito Tiger Mask, un film live action basato sulla serie, diretto da Ken Ochiai e con Eiji Wentz nel ruolo del personaggio.